# Marie Illum
Marie Illum, född 1868, död 1939, var en dansk kvinnosakspolitiker.
Hon studerade vid Handelsskolen for Kvinder, som upprättats av Dansk Kvindesamfund (DK). Hon gifte sig 1892 med grosshandlare Anton Carl Pedersen Illum, ägare av handelsföretaget Illums stormagasin. 
Hon satt 1903-1939 i styrelsen för Kvindernes Handels- og Kontoristforening (KHKF), som 1898 bildats av Louise Hansen och Emma Gad. Hon var kassör, vice ordförande och ordförande för KHKF 1919-1923. Hon var också kassör i Kvindernes Bygning och i Dansk Kvindesamfund (DK). På DK var hon länge kassör i Köpenhamnsavdelningen. 
Hon var medlem i Venstre och satt 1929-1928 i Hørsholms sockenråd. 